# Zespół rezydencji na Jeżycach w Poznaniu
Zespół rezydencji na Jeżycach w Poznaniu – luksusowe osiedle okazałych willi miejskich, wzniesione w latach 1903-1914 w Poznaniu, na Jeżycach, w rejonie ulic Sienkiewicza (Wettynów) - Mickiewicza (Hohenzollernów) - Dąbrowskiego (Wielka Berlińska) - Słowackiego (Karola).
Osiedle powstało po likwidacji obwarowań miejskich (Twierdza Poznań), pod wpływem idei urbanisty Josepha Stübbena, który zrealizował w Poznaniu kilka innych założeń, wśród nich np. Sołacz. Zabudowane zostało luksusowymi, niezwykle okazałymi rezydencjami, adresowanymi do najbardziej zamożnych obywateli miasta. Zlokalizowano tam zarówno mieszkania, jak i apartamenty dla rentierów.
Obszar podzielono na działki przed 1903, a zabudowę zasadniczo zakończono około 1910, z tym, że później była ona jeszcze częściowo uzupełniana. Autorami koncepcji poszczególnych willi byli m.in. Karl Roskam i Paul Lindner.
Na osiedlu zamieszkała elita poznańskiej inteligencji – lekarze, urzędnicy, kupcy i architekci. Ze znanych osób byli to m.in. Heliodor Święcicki (profesor), Czesław Blachowski, Paul Lindner, Karl Roskam (architekci), czy kupiecka rodzina Kantorowiczów (Hartwig Kantorowicz był pierwszym producentem wódki Wyborowej, w swojej fabryce na Grochowych Łąkach w Poznaniu).
Budynki były zaprojektowane z rozmachem, przy maksymalnym wykorzystaniu działek – wysokie domy robiły wrażenie willi, a jednocześnie, podobnie jak kamienice miejskie, zapewniały właściwy zwrot kapitałów zaangażowanych w budowę, poprzez dużą liczbę posiadanych kondygnacji. Elewacje zdobiono zgodnie z zasadami secesji, a później, po 1910, skromniej – w duchu bardziej klasycznym. Przed domami zaprojektowano ogródki – całość dzielnicy miała znaczący odsetek zieleni.
Jedną z tych kamienic jest dawny budynek Uniwersytetu im. Adama Mickiewicza przy ul. Słowackiego 20, dawnej Dom Akademicki imienia Dr. Jana Chądzyńskiego, mieszczący m.in. w latach 1966–2015 Zakład Technologii Kształcenia tej uczelni, natomiast w latach 1995–2015 siedzibę Polskiego Towarzystwa Technologii i Mediów Edukacyjnych.
Oprócz willi, na osiedlu ulokowała się siedziba Landratury (Starostwo) powiatu Poznań-Zachód (obecnie budynek w gestii służby zdrowia). Obiekt powstał w 1908, według projektu G.Seidla, w duchu neobarokowym, z elementami secesji. W 2008 został gruntownie wyremontowany. Takie sąsiedztwo dodatkowo podniosło status całego osiedla.
Po 1945 część kamienic, od strony ul. Roosevelta, zburzono – obecnie stoi tam m.in. Hotel Mercure Poznań Centrum. Reszta zachowała się i jest obecnie stopniowo poddawana procesowi rewitalizacji, po zaniedbaniach lat PRL. Na kamienicy przy ul. Mickiewicza 32 umieszczono we wrześniu 1989 okrągłą tablicę pamiątkową ku czci nauczycieli wielkopolskich, pomordowanych w czasie II wojny światowej (mieści się tam Zarząd Okręgowy Związku Nauczycielstwa Polskiego).

## Galeria

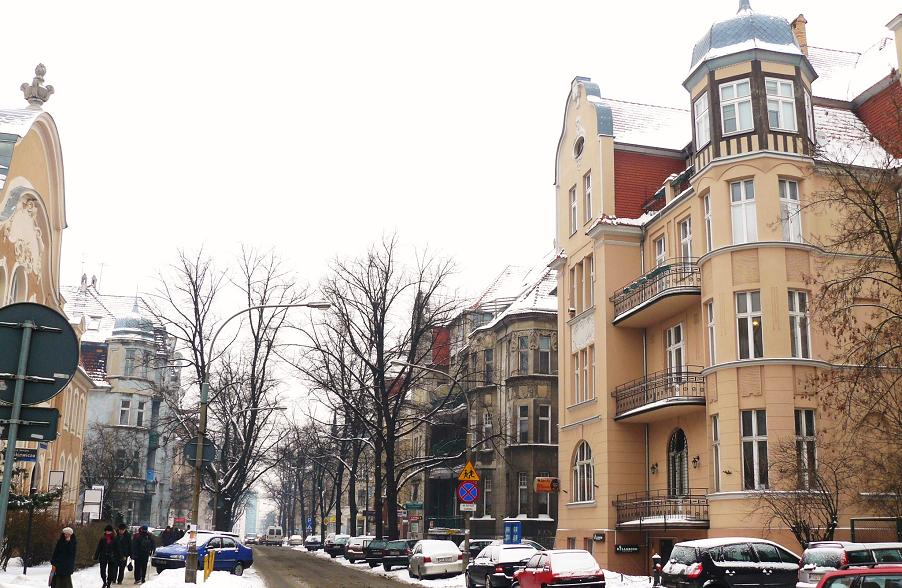
Rezydencje przy ul. Słowackiego
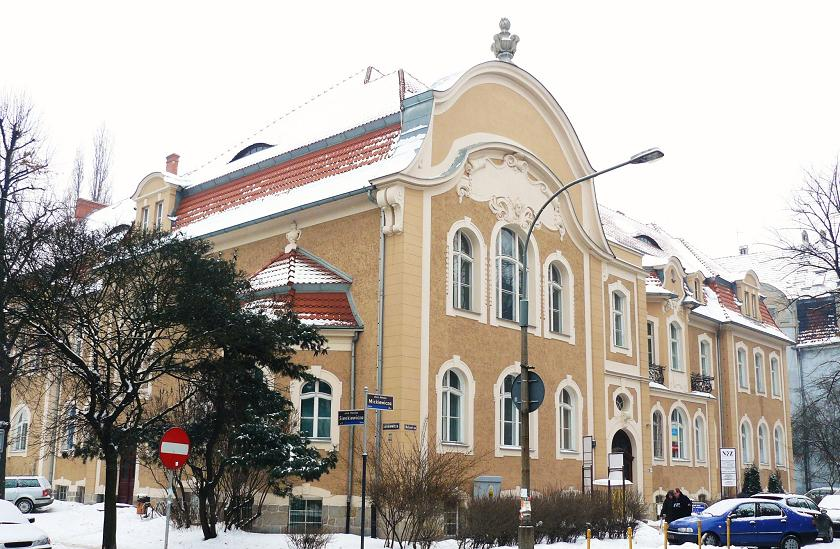
Była Landratura – ul. Mickiewicza/Słowackiego
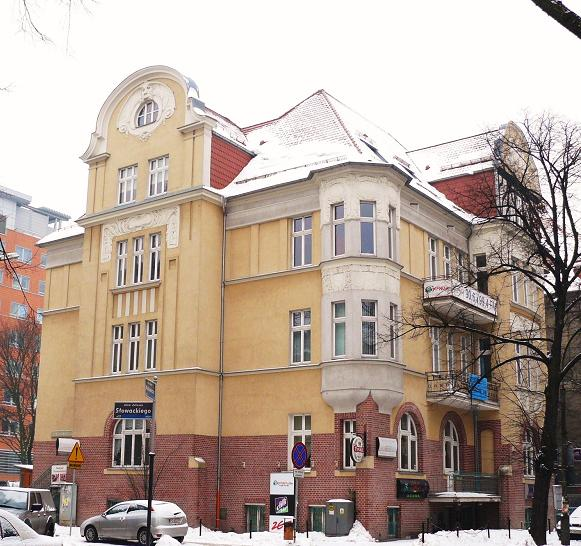
Ulica Słowackiego róg Mickiewicza
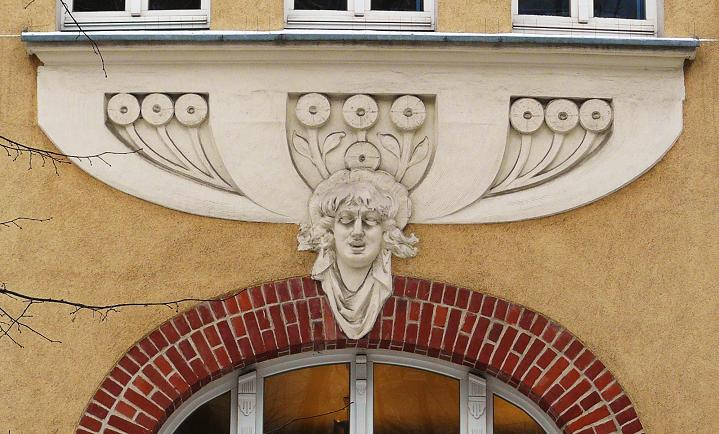
Secesyjny detal
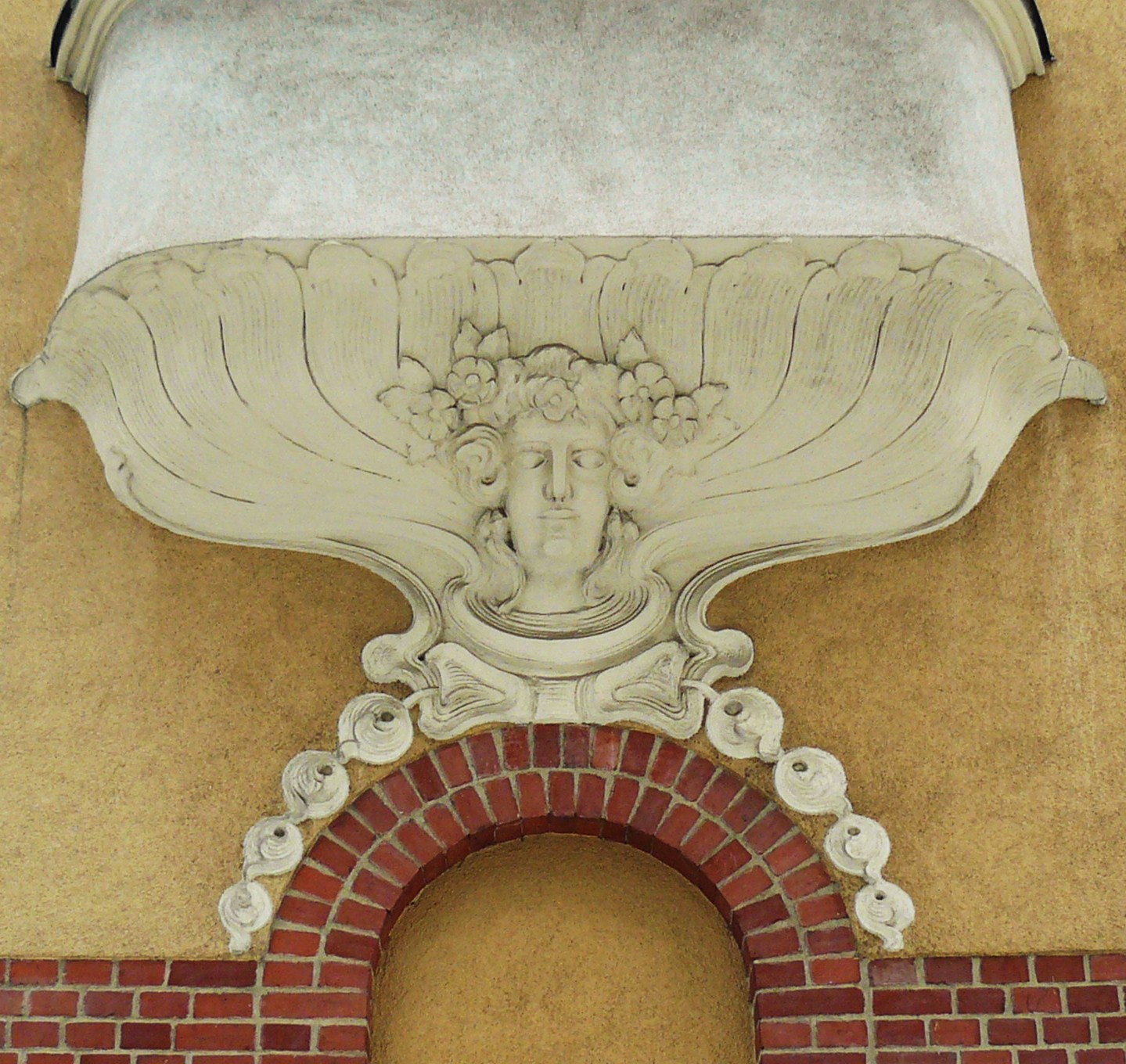
Secesyjny detal